# Indicatif régional 910

Carte de l'État de la Caroline du Nord avec les territoires de ses indicatifs régionaux. L'indicatif régional 910 est en vert au sud de l'État.

L'indicatif régional 910 est l'indicatif téléphonique régional qui dessert le sud de l'État de la Caroline du Nord aux États-Unis.
La carte ci-contre indique en vert le territoire couvert par l'indicatif 910.
L'indicatif régional 910 fait partie du Plan de numérotation nord-américain.

## Principales villes desservies par l'indicatif
- Fayetteville,
- Jacksonville
- Laurinburg
- Lumberton
- Wilmington

## Source
- (en) Cet article est partiellement ou en totalité issu de l’article de Wikipédia en anglais intitulé « Area code 910 » (voir la liste des auteurs).